# Thierry Gale
Thierry Gale (* 1. Mai 2002 in Bridgetown) ist ein barbadischer Fußballspieler auf der Position eines Stürmers, der seit 2025 bei den Bolton Wanderers unter Vertrag steht.
2018 debütierte er 15-jährig in der A-Nationalmannschaft seines Heimatlandes.

## Schul- und Vereinskarriere

### Karrierebeginn in der Heimat
Thierry Gale wurde am 1. Mai 2002 als Sohn des Fußballspielers Dwayne Gale (* 1977), der zu dieser Zeit in der barbadischen Nationalmannschaft aktiv war, in der barbadischen Hauptstadt Bridgetown geboren. Während seiner Schulzeit vertrat er die Pinehill St Leonard’s Boys School in der Barbados Secondary Schools Football League (BSSFL). Im Jahre 2014 gewann er mit der Schule auf U-14-Ebene die Landesmeisterschaft. 2016 schaffte er mit der U-16-Mannschaft das Double (Liga und Knockout Cup) und schloss die Liga zudem als Torschützenkönig ab. Die gleiche Leistung erbrachte er mit seiner Mannschaft im darauffolgenden Jahr, als abermals das Double erreicht wurde. Gale erzielte dabei drei Tore im U-16-Knockout-Cup, darunter auch den spielentscheidenden Treffer im Finale. Die Liga führte er mit neun Treffern ein weiteres Mal als bester Torschütze an. Im gleichen Jahr verhalf er seiner Schule zu weiteren Erfolgen, als er die U-19-Mannschaft zum Meistertitel schoss. Am letzten Spieltag konnte er mitunter einen Doppelpack beisteuern und half der Mannschaft zwei Wochen später auch noch zum Double-Gewinn, als er beim Finalsieg im U-19-Knockout-Cup einen Treffer erzielte. Aufgrund seiner Leistung wurde er in dieser Woche auch zum BSSFL Player of the Week gewählt.

### Erste Einsätze im Herrenfußball
Auf Vereinsebene trat Gale für Pro Shottas United, deren Player of the Year er im Jahre 2014 wurde, in Erscheinung. Mit dem U-15-Kader schloss er die Guardian Group Youth Football Competition des Jahres 2017 auf dem ersten Platz ab und wurde zudem zum Most Valuable Player (MVP) des Turniers gewählt. Die Statistikseite nationalfootballteams.com stuft Gales Einsätze für die Pro Shottas Soccer School in den Jahren 2017 und 2018 als barbadische Drittligaeinsätze ein. Für das Spieljahr 2018 wurde Gale an den barbadischen Erstligisten Notre Dame SC abgegeben. Für diesen soll er laut dem bereits erwähnten nationalfootballteams.com bei drei Ligaeinsätzen sieben Mal zum Torerfolg gekommen sein. Nachdem das Team am Ende des Spieljahres als Fünftplatzierter und damit Vorletzter in die Relegation musste und diese deutlich mit einem Gesamtscore von 15:1 gegen den Waterford Compton FC überstanden wurde, kam es für Thierry Gale und seinen knapp zehn Jahre älteren Mannschaftskollegen Rashad Jules im August 2018 zu einem Probetraining beim ungarischen Traditionsverein Honvéd Budapest.
Im Oktober 2018 berichteten barbadische Medien wie Nation News Barbados, dass Gale einen Dreijahresvertrag beim ungarischen Erstligisten Nemzeti Bajnokság unterzeichnet hätte. Bei den Ungarn kam er vorerst nur im Nachwuchs zum Einsatz und schaffte erst im Sommer 2020 den Durchbruch in den Profikader. Hierbei kam er am 21. August, im zweiten Saisonspiel, gegen den Stadtrivalen MTK Budapest ab der 71. Spielminute als Ersatz für Barna Kesztyűs zum Einsatz. Wenige Tage später saß er beim Erstrundenqualifikationsspiel zur Europa League 2020/21 gegen den FC Inter Turku erstmals in einem internationalen Spiel seiner Mannschaft auf der Ersatzbank, kam von dieser jedoch nicht zum Einsatz und wurde erst wieder drei Tage später in der Liga eingesetzt. Bis zum Ende der Saison 2020/21 kam er zu neun Einsätzen im ungarischen Oberhaus. In der Saison 2021/22 absolvierte er acht Partien.
Im Juli 2022 wechselte Gale nach Georgien zum FC Dila Gori. Für Dila absolvierte er bis zum Ende der georgischen Saison 2022 16 Partien in der Erovnuli Liga, in denen er zweimal traf. In der Saison 2023 gelang ihm mit zehn Tore in 19 Einsätzen bis zur Sommerpause der Durchbruch in Georgien. Im August 2023 wechselte der Flügelstürmer anschließend zum österreichischen Bundesligisten SK Rapid Wien, bei dem er einen bis 2027 laufenden Vertrag erhielt. Gale wurde dadurch zum ersten Barbadier im österreichischen Profifußball. Für Rapid kam er verletzungsbedingt aber nur sechsmal in der Bundesliga zum Zug. Im Februar 2025 wurde er nach Polen an Piast Gliwice verliehen. Während der Leihe kam er zu elf Einsätzen in der Ekstraklasa, in denen er einmal traf. Im Juni 2025 wurde die ursprünglich einjährige Leihe vorzeitig beendet.
Zur Saison 2025/26 verließ Gale Rapid schließlich endgültig und wechselte nach England zu Drittligist Bolton Wanderers.

## Nationalmannschaftskarriere
Erste Erfahrungen in einer Nationalauswahl der Barbados Football Association sammelte Gale, als er für die barbadische U-15-Nationalmannschaft zum Einsatz kam. Später folgten Einsätze im U-16-, sowie im U-17-Kader seines Heimatlandes. Für ein freundschaftliches Länderspiel gegen Bermuda am 24. März 2018 holte ihn Nationaltrainer Ahmed Mohamed erstmals in die A-Nationalmannschaft von Barbados. Beim 0:0-Heimremis gab Gale, der zu diesem Zeitpunkt 15 Jahre, zehn Monate und 21 Tage alt war, sein Länderspieldebüt, als er in der 89. Spielminute für Rashad Jules auf den Rasen kam. Am 3. Juni erfolgte ein weiterer Kurzeinsatz in einem Freundschaftsspiel gegen Belize, gefolgt von einem bereits etwas längeren Einsatz gegen Belize am 4. August 2018. Etwas mehr als zwei Wochen später absolvierte er bei einem 2:2-Remis gegen Jamaika seinen vierten und bis dato (Stand: 17. April 2019) letzten Länderspieleinsatz für Barbados. Anlässlich der Qualifikation zur CONCACAF Nations League 2019–21 saß Gale in den beiden Spielen gegen Guyana und El Salvador uneingesetzt auf der Ersatzbank; bei der dritten Qualifikationspartie gegen die Fußballnationalmannschaft der Amerikanischen Jungferninseln und der vierten Partie gegen Nicaragua gehörte der Youngster bereits nicht mehr zum erweiterten Kader.